# Илишево
Илишево (баш. Илеш) — деревня в в Илишевском районе Республики Башкортостан Российской Федерации. Входит в состав  Ябалаковского сельсовета.

## География

### Географическое положение
Расстояние до:
- районного центра (Верхнеяркеево): 30 км,
- центра сельсовета (Ябалаково): 5 км,
- ближайшей ж/д станции (Буздяк): 146 км.

## История

### Деревня в составе Киргизской волости
Первоначально — деревня тюбы Аю Киргизской волости Казанской дороги. Деревня основана в составе Киргизской волости Казанской даруги Уфимского наместничества в конце XVII века. Названа по имени первопоселенца, известен его сын Шаммет Илишев. Первое упоминание об Илишеве относится к 1693 году в документе о припуске башкирами-вотчинниками марийских крестьян и татар, перешедших впоследствии в сословие тептярей. 
Первые жители — башкиры племени киргиз, рода кадыкай-киргиз. Сохранились многочисленные шежере этого племени. Одно из них опубликовано Р. Г. Кузеевым.

### Кантональный период
После введения кантональной системы управления башкирами деревня была введена в состав 4-й юрты 16-го башкирского кантона. По данным на 1843 г. на 334 башкира в ней было засеяно 480 пудов озимого и 720 пудов ярового хлеба. На берегах р. Сюни было построено 12 мельниц. При 2 мечетях действовало 2 медресе (1870 год).

## Население
| 1783 | 1795 | 1816 | 1834 | 1858 | 1870 | 1920  |
| ---- | ---- | ---- | ---- | ---- | ---- | ----- |
| 44   | ↗293 | ↗539 | →539 | ↗567 | ↗659 | ↗1289 |
| 2002 | 2009 | 2010 |      |      |      |       |
| ↘436 | ↘418 | ↘409 |      |      |      |       |

Национальный состав
Согласно переписи 2002 года, преобладающая национальность — башкиры (94 %).  В октябре 2021 года журналист Рамис Латыпов побывал в деревнях Илишевского района Башкортостана, в том числе в селе Илишево где по официальным данным в районе проживают 78 % процентов башкир, но пообщавшись с жителями, журналист не нашёл ни одного башкира. Он убедился, что при переписи татар, удмурт и марийцев переписывают в башкир.